# Access All Areas (Flo)
Access All Areas è l'album in studio di debutto del gruppo musicale femminile britannico Flo, pubblicato il 15 novembre 2024 per l'etichetta discografica Universal Music Group.

## Tracce
1. Intro (feat. Cynthia Erivo) – 2:40
2. AAA – 3:24
3. In My Bag (feat. GloRilla) – 3:08
4. Walk Like This – 3:17
5. How Does It Feel – 3:09
6. Soft – 2:10
7. Check – 2:45
8. On & On – 3:22
9. Bending My Rules – 3:45
10. Trustworthy (Interlude) – 1:37
11. Caught Up – 3:51
12. IWH2BME – 2:44
13. Nocturnal – 2:04
14. Shoulda Woulda Coulda – 3:47
15. Get It Till I'm Gone – 3:00
16. I'm Just a Girl – 2:21

Jorja CD bonus track
1. Do Too Much – 3:20

Renée CD bonus track
1. Conceited – 2:34

Stella CD bonus track
1. Say Less – 3:03

Disco esclusivo della versione digitale Unlocked
1. Soft (feat. Chloe x Halle) (Unlocked) – 3:11
2. Bending My Rules (feat. Dixson) (Unlocked) – 4:48
3. IWH2BME (feat. Kehlani) (Unlocked) – 2:45
4. Nocturnal (feat. Bree Runway) (Unlocked) – 2:36
5. Bending My Rules (Vevo Live) – 3:50

Durata totale: 17:10

## Date di pubblicazione
| Paese | Data di pubblicazione | Formato                              | Edizione | Nota        |
| ----- | --------------------- | ------------------------------------ | -------- | ----------- |
| Mondo | 15 novembre 2024      | CD, LP, download digitale, streaming | Standard | [ 5 ] [ 6 ] |